# Habrodesmus hartmanni
Habrodesmus hartmanni är en mångfotingart som först beskrevs av Peters 1864.  Habrodesmus hartmanni ingår i släktet Habrodesmus och familjen orangeridubbelfotingar. Inga underarter finns listade i Catalogue of Life.